# Sveriges energiföreningars riksorganisation
Sveriges Energiföreningars Riksorganisation (SERO) organiserar personer och företag som är intresserade av förnybar energi och energieffektivisering. Föreningen är ideell och politiskt obunden och flertalet medlemmar arbetar praktiskt med att bygga upp ett energisystem med förnybar energi i olika former. Föreningen har sitt säte i Köping. SERO arbetar med alla former av förnybar energi som vattenkraft, vindkraft, bioenergi, energieffektivisering, vätgas och bränsleceller, elfordon och  solenergi. Till föreningen är flera lokala och regionala energiföreningar knutna. 

## Organisationens mål
1. Att främja användningen av lokala, förnybara energikällor som ingår i ett ekologiskt kretslopp med minsta möjliga miljöpåverkan.
2. Att utveckla produkter och pröva metoder och system för småskalig energiteknik användbar både nationellt och internationellt.
3. Att verka för regelsystem som främjar utveckling och användning av förnybara energiformer.
4. Att stimulera till samtidig användning av flera förnybara energikällor för minskad sårbarhet.
5. Att informera i energifrågor och föreslå energilösningar.
6. Att samverka med myndigheter, institutioner och andra organisationer för att uppnå dessa mål.

### Organisationens tidskrift
SERO ger ut tidskriften Förnybar energi & energieffektivisering. Den vänder sig till såväl privatpersoner som företag, organisationer och myndigheter.